# Вальд, Абрахам
Абрахам Вальд (нем. Abraham Wald, венг. Wald Ábrahám; 31 октября 1902, Клуж-Напока, Австро-Венгрия — 13 декабря 1950, Траванкор, Индия) — венгерский математик и статистик. В сферу его научных интересов входили теория принятия решений, эконометрика, геометрия, математическая статистика и теория вероятностей.

## Биография
Абрахам Вальд родился 31 октября 1902 года в религиозной еврейской семье в Трансильвании, его дед Моше Шмуэль Гласнер был известным раввином. Получил домашнее образование под руководством родителей.
Продолжил образование в Венском университете, в 1931 году получил степень доктора философии по математике.
Его руководителем стал Карл Менгер.
В 1938 году после оккупации Австрии нацистской Германией был вынужден эмигрировать в США.
В 1941 году Абрахам Вальд женился на Люсиль Лэнд (Lucille Land), два года спустя у них родилась дочь Бетти, в 1947 году — сын Роберт, ставший впоследствии выдающимся физиком.
В годы Второй мировой войны использовал статистические методы для решения проблемы уменьшения потерь американской боевой авиатехники.
Командование американских и британских ВВС поручило Абрахаму Вальду выяснить, какие части фюзеляжа самолёта нужно защитить дополнительной броней. Вальд изучал самолёты, возвращавшиеся с боевых вылетов, отмечая места попаданий. В результате он рекомендовал установить дополнительную защиту на те участки (центральную и заднюю части фюзеляжа), где количество пробоин было минимальным. Рекомендация была основана на выводе, что защищать нужно от тех попаданий, которых Вальд не видел, — самолёты, которые их получили, не возвращались.
Абрахам Вальд и его жена погибли 13 декабря 1950 года, когда самолёт Air India (VT-CFK, самолёт DC-3), на котором они летели, потерпел крушение недалеко от Пика и столба Рангасвами в северной части гор Нилгири, на юге Индии, во время обширного лекционного тура по приглашению индийского правительства. Абрахам Вальд приехал со своей семьей в Индию 20 ноября 1950, посетил Индийский статистический институт в Калькутте и должен был принять 2 января 1951 года участие в Индийском научном конгрессе в Бангалоре. Их детей — трехлетнего Роберта и шестилетней Бетти — в момент крушения самолёта не было на его борту, и они вернулись домой в Соединенные Штаты.

## Вклад в науку
Под руководством Карла Менгера Абрахам Вальд дал аксиоматическое описание ограничений на кривизну поверхностей. Результаты этой работы были независимо переоткрыты и значительно развиты чуть позже А. Д. Александровым, что послужило началом так называемой александровской геометрии.
Вальд стал основателем статистического последовательного анализа. В числе его работ:
- Теорема Манна — Вальда
- Распределение Вальда
- Тест Вальда
- Тождество Вальда
- Критерий Вальда — Вольфовица

Рональд Фишер в 1955 году, уже после смерти Вальда, подверг последнего критике, утверждая, что тот был математиком без научного опыта, который написал некомпетентную книгу по статистике. Фишер особенно критиковал работу Вальда за некачественное проектирование экспериментов и предполагаемое незнание основных идей предмета, изложенных Фишером и Фрэнком Йейтсом. В 1956 году в защиту Вальда выступил Ежи Нейман, объяснив его работу, в том числе условия постановки экспериментов. Французский математик-статистик Люсьен Ле Кам в своей книге 1986 года «Асимптотические методы в статистической теории принятия решений» благодарит Вальда: «Используемые идеи и методы отражают прежде всего влияние работ Абрахама Вальда…».

## Основные публикации
- «A New Formula for the Index of Cost of Living», Econometrica, vol. 7, no 4, 1939, p. 319—331
- «Contributions to the Theory of Statistical Estimation and Testing Hypotheses», dans Annals of Mathematical Statistics, vol. 10, no 4, 1939, p. 299—326
- «The Fitting of Straight Lines if Both Variables Are Subject to Error», dans Annals of Mathematical Statistics, vol. 11, no 3, 1940, p. 284—300
- Abraham Wald, «Sequential Tests of Statistical Hypotheses», dans Annals of Mathematical Statistics, vol. 16, no 2, juin 1945, p. 117—186
- Abraham Wald, Sequential Analysis, New York, John Wiley & Sons, 1947
  - Последовательный анализ. / Пер. с англ. П. А. Бакута и [др.] Под ред. Б. А. Севастьянова. — М.: : Физматгиз, 1960. — 328 с. : ил.
- Abraham Wald, Statistical Decision Functions, John Wiley & Sons, New York ; Chapman & Hall, Londres, 1950.